# Petit-Couronne
Petit-Couronne é uma comuna francesa na região administrativa da Normandia, no departamento de Sena Marítimo. Estende-se por uma área de 12,79 km². Em 2010 a comuna tinha 8 830 habitantes (densidade: 690,4 hab./km²).